# Carcharocles chubutensis
Carcharias subauriculatus, Carcharocles chubutensis
Espèce
Synonymes
- Carcharias subauriculatus,
- Carcharocles chubutensis

Carcharodon subauriculatus est une espèce éteinte de requins préhistoriques qui a vécu pendant le Miocène, appartenant au genre Carcharodon. Il avait une répartition cosmopolite. Sa classification a été plusieurs fois débattue et révisée.

## Présentation
Cette espèce Carcharodon subauriculatus a vécu il y a environ 22 Ma,
Ce requin fait partie des Otodontidae, appelés de manière informelle en anglais megatooth, requins aux « grandes dents ». Il est considéré comme un proche parent du célèbre requin préhistorique, Carcharocles megalodon. Comme c'est le cas pour C. megalodon, sa classification fait débat.

## Étymologie
Le genre Carcharocles vient du grec ancien καρχαρίας, karkharías, « requin », et κλέος, kléos, « gloire, renommée », κλέος (kléos) « gloire, renommée », soit « requin glorieux ».
Son nom spécifique, composé de chubut et du suffixe latin -ensis, « qui vit dans, qui habite », lui a été donné en référence au lieu de sa découverte, la province de Chubut en Argentine. 

## Taxonomie

### L'espècechubutensis
Elle a été identifiée par Ameghino, qui la situe à l'Oligocène. 
Auparavant avaient été identifiés comme espèces appartenant au même genre :
- C. auriculatus (Blaiville, 1818)
- C. megalodon   (Agassiz, 1835 ou 1837)
- C. angustidens (Agassiz, 1843)
- C. sokolovi    (Jaekel, 1895)

### Le genreCarcharocles
Ce requin a été nommé successivement Carcharodon chubutensis, Procarcharodon chubutensis, Carcharocles chubutensis, Megaselachus chubutensis, puis de nouveau Carcharocles chubutensis. Ses liens de parenté avec les autres Carcharocles, ainsi que ses liens avec le Grand requin blanc, ont été diversement appréciés au cours des XIXe et XXe siècles. 
Blainville en 1818 a classé les requins aujourd'hui nommés Carcharocles dans le genre des Carcharodon, les considérant comme les ancêtres du grand requin blanc, Carcharodon carcharias. 
Jordan et Hannibal en 1923 inventent le nom de Carcharocles ; toutefois, ces deux chercheurs dissocient, dans la lignée des Carcharocles, C. auriculatus et C. angustidens, au motif que ces deux requins ont gardé leurs cuspides secondaires (cusplets), à la différence de C. chubutensis et C. mégalodon, qui les ont perdues. Ils font à tort de C. auriculatus et de C. angustidens les ancêtres du Grand requin blanc.  
En 1960, Casier affirme qu'en réalité le grand requin blanc a évolué à partir de Isurus hastalis, et qu'il a un arbre généalogique séparé des requins megatooth, qu'il appelle Procarcharodon, parmi lesquels prend place  chubutensis. 
L.S. Glikman établiten 1964  la lignée évoluant à partir de Otodus obliquus (les Otodontidae) mais considère que C. chubutensis et C. megalodon forment un genre séparé, Megaselachus (il parle donc de Megaselachus chubutensis), parce qu'ils ont perdu leurs cuspides secondaires, cusplets en anglais, encore présentes chez auriculatus et augustidens, ce qui constitue à ses yeux une différence importante. 
En 1987, H. Cappetta, chercheur sur les requins, réorganise la lignée C. auriculatus - C. megalodon (où figure chubutensis) et place tous les requins mégatooth dans le genre Carcharocles. Enfin, la progression complète d' Otodus obliquus vers C. megalodon est devenue claire et a depuis été acceptée par de nombreux chercheurs sur les requins. Le nom de Carcharocles s'impose pour le genre ; c'est l'appellation proposée par Jordan en 1923 qui a été retenue parce qu'elle était antérieure à celle de Casier (Procarcharodon,1960). 
Dans la lignée de Carcharocles, C. chubutensis succède à C. angustidens, et il précède C. megalodon. En d'autres termes, C. chubutensis est considéré comme un ancêtre de C. megalodon ; cependant, il a coexisté un temps avec C. megalodon, raison pour laquelle il est considéré comme une morpho-espèce.  
On observe dans cette lignée « une augmentation primaire initiale de la taille des dents, l'acquisition d'un bord de coupe dentelé de la couronne et enfin la perte des cuspides secondaires (ou cusplets) en raison de l'augmentation secondaire de l'épaisseur des dents »
La chronologie est la suivante : 
- Otodus obliquus, au Paléocène, il y a 60 millions d'années ;
- Carcharocles augustidens à l'Oligocène, 33 Ma ;
- C Chubutensis : Miocène inférieur, 22 Ma ;
- C Megalodon : milieu du Miocène, 18 Ma

## Taille
Carcharocles chubutensis était plus gros que C. angustidens . Les dents de C. chubutensis peuvent approcher 130 millimètres en hauteur inclinée (longueur diagonale) ce qui, selon une méthode d'estimation de taille proposée par Gottfried et al., en 1996, permet de penser qu'un long spécimen atteignait 12,2 mètres

## Régime alimentaire
Carcharocles chubutensis était probablement un superprédateur et se nourrissait généralement de poissons, tortues marines,  cétacés (par exemple des baleines ), et de siréniens.

## Paléoécologie
La recherche paléontologique suggère que cette espèce peut avoir changé les préférences d'habitat au fil du temps, ou qu'elle peut avoir eu une flexibilité comportementale suffisante pour occuper différents environnements à différents moments.   

## Enregistrements fossiles
Cette espèce est également connue pour ses dents fossiles et certains centres vertébraux fossilisés. Les squelettes de requin sont composés de cartilage et non d'os, et le cartilage se fossilise rarement. Par conséquent, les fossiles de C. chubutensis sont généralement mal conservés. Bien que les dents de C. chubutensis soient morphologiquement similaires aux dents de C. megalodon elles sont relativement minces avec une couronne incurvée et avec la présence de talons latéraux faiblement dentelés. Des fossiles de cette espèce ont été trouvés en Amérique du Nord, en Amérique du Sud, en Afrique, et en Europe.